# Championnats de Suisse d'escrime 2012
Navigation
Édition précédente Édition suivante
Les championnats de Suisse d'escrime 2012 ont eu lieu en avril 2012 à Founex pour le sabre, en mai 2012 à Saint-Prex pour le fleuret, et en décembre 2012 à Zoug pour l'épée.

## Épreuves
- Épée Dames Individuel
- Épée Hommes Individuel
- Épée Dames Équipes
- Épée Hommes Équipes
- Fleuret Dames Individuel
- Fleuret Hommes Individuel
- Fleuret Hommes Équipes
- Sabre Dames Individuel
- Sabre Hommes Individuel
- Sabre Hommes Équipes

## Classements individuels

### Épée

#### Femmes
- : Laura Stähli - FG Bâle
- : Angela Krieger - FG Lucerne
- : Anina Hochstrasser - FG Bâle
- : Isabella Tarchini-Ibranya - Lugano Scherma
- 5e : Tiffany Géroudet - Société d'escrime de Sion
- 6e : Martina Stähli - FG Bâle
- 7e : Simone Naef - FC Bern
- 8e : Annik Faivre - FS Zurich

...

#### Hommes
- : Max Heinzer - FG Bâle
- : Fabian Kauter - FC Bern
- : Lucas Malcotti - SE Sion
- : Florian Staub - FG Bâle
- 5e : Léonard Stalder - CE Morges
- 6e : Giacomo Paravicini - FG Bâle
- 7e : Phillipe Oberson - BFC Bâle
- 8e : Cédric Fink - BFC Bâle

...

### Sabre

#### Femmes
- : Camille De Salis - CE Yverdon
- : Francesca Rushton - Châtelaine
- : Ekaterina Kotur Malysheva - FG Lucerne
- : Selma L'Orange Siego - AF Zürich

...

#### Hommes
- : Lothar Winiger - Châtelaine
- : Ludovic Pittard - CE Founex
- : Jean-Noël Gos - Châtelaine
- : Loïc Riom - Châtelaine

...

### Fleuret

#### Femmes
- : Olivia Geisseler - FC Zürich
- : Elia Fernandez - CE Morges
- : Annik Faivre - FS Zürich
- : Tiffany Matanovic - FS Flawil

...

#### Hommes
- : Nicolas-Guy Kunz - CA Lausanne
- : Léonard Stalder - CE Morges
- : Jonathan Doenz - CE Morges
- : Jean-Sébastien Luy - CA Lausanne

...

## Classements équipes

### Épée

#### Femmes
- : Société d'escrime de Sion
- : FG Bâle 1
- : FC Bern 1
- 4e : FG Lucerne
- 5e : FG Bâle 2
- 6e : Cercle d'escrime de Romont
- 7e : Cercle des armes de Lausanne
- 8e : Société d'escrime Neuchâtel

...

#### Hommes
- : FC Berne 1
- : FG Bâle 1
- : BFC Bâle
- 4e : Lugano Scherma
- 5e : Société d'escrime de Neuchâtel 1
- 6e : FC Berne 2
- 7ème : Société d'escrime de Genève
- 8ème : Société d'escrime Sarine-Fribourg 1

...

### Sabre

#### Hommes
- : Chatelâine
- : CE Founex
- : SE Vevey-Montreux/CE Yverdon
- 4e : FG Lucerne

...

### Fleuret

#### Hommes
- : Lausanne 1
- : CE Morges
- : Lausanne 2
- 4e : FS Zürich

...

## Meilleurs clubs
- Clubs qualifiés participants : 41
- Vainqueur : FG Bâle

### Tableau des médailles
| Rang | Club           | Médaille d'or | Médaille d'argent | Médaille de bronze | Total |
| ---- | -------------- | ------------- | ----------------- | ------------------ | ----- |
| 1    | SE Bâle        | 2             | 2                 | 2                  | 6     |
| 2    | CH Châtelaine  | 2             | 1                 | 2                  | 5     |
| 3    | CA Lausanne    | 2             | 0                 | 2                  | 4     |
| 4    | FC Bern        | 1             | 1                 | 1                  | 3     |
| 5    | SE Sion        | 1             | 0                 | 1                  | 2     |
| 6    | CE Yverdon     | 1             | 0                 | 1                  | 2     |
| 7    | FC Zürich      | 1             | 0                 | 0                  | 1     |
| 8    | CE Morges      | 0             | 3                 | 1                  | 4     |
| 9    | CE Founex      | 0             | 2                 | 0                  | 2     |
| 10   | FG Lucerne     | 0             | 1                 | 1                  | 2     |
| 11   | Lugano Scherma | 0             | 0                 | 1                  | 1     |
| 12   | AF Zürich      | 0             | 0                 | 1                  | 1     |
| 13   | FS Zürich      | 0             | 0                 | 1                  | 1     |
| 14   | FS Flawil      | 0             | 0                 | 1                  | 1     |
| 15   | BFC Bâle       | 0             | 0                 | 1                  | 1     |